# مسیر تجاری

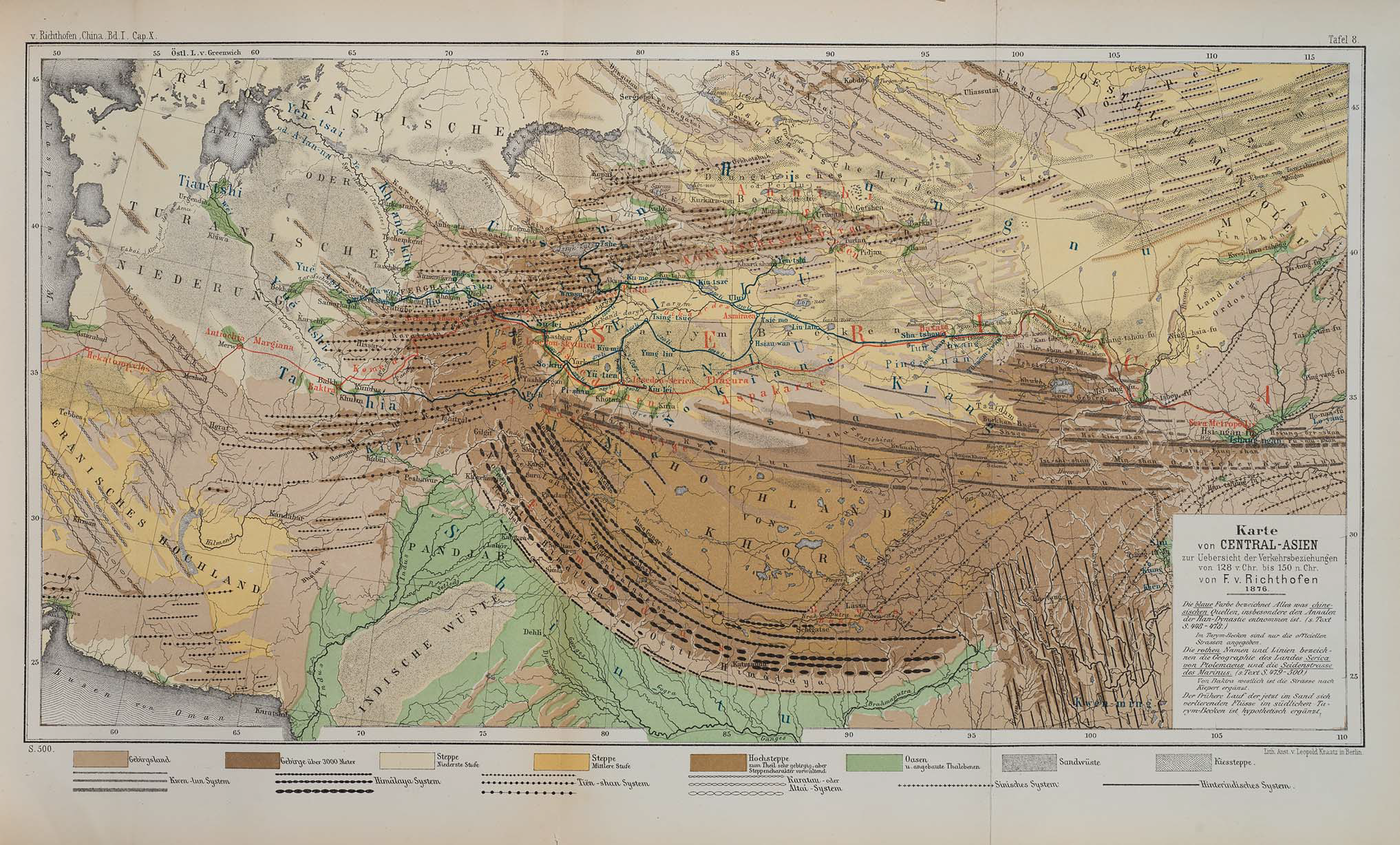
نقشه آسیای مرکزی با مسیرهای تجاری و جابجایی‌های آن بین سال ۱۲۸ قبل از میلاد تا ۱۵۰ پس از میلاد

مسیر تجاری یک شبکه تدارکاتی است که به‌عنوان مجموعه‌ای از مسیرها و توقفگاه‌هایی که برای حمل و نقل تجاری محموله استفاده می‌شود، شناسایی می‌شود. این اصطلاح همچنین می‌تواند برای اشاره به تجارت بر روی بدنه‌های آبی استفاده شود. با اجازه دادن به کالاها به بازارهای دوردست، یک مسیر تجاری منفرد حاوی شریان‌های دوردست است که ممکن است به شبکه‌های کوچک‌تری از مسیرهای حمل‌ونقل تجاری و غیرتجاری متصل شوند. از جمله مسیرهای تجاری قابل توجه، جاده کهربا بود، که به عنوان یک شبکه قابل اعتماد برای تجارت از راه دور عمل می‌کرد.